# Roberto Passarin
Roberto Passarin (Novara, 7 luglio 1934 – Torino, 5 aprile 1982) è stato un calciatore italiano, di ruolo centrocampista.

## Carriera
Ha esordito in Serie A con la maglia del Novara il 15 giugno 1952 in Novara-Pro Patria (3-0).
Ha giocato in massima serie anche con le maglie di Inter, Triestina, Palermo e Alessandria.
Chiude la carriera in Canada con il Toronto Italia, con cui vinse la ECPSL 1965.

## Palmarès
- Eastern Canada Professional Soccer League: 1

Toronto Italia:1965